# UEFA Euro 2000 (videogioco)
UEFA Euro 2000 è il videogioco edito dalla Electronic Arts, dedicato al Campionato europeo di calcio del 2000.

## Colonna sonora
Come altri giochi di calcio, anche questo capitolo presenta una colonna sonora, curata per l'occasione dal dj inglese Paul Oakenfold.
| Artista                 | Canzone                                | Nazione            |
| ----------------------- | -------------------------------------- | ------------------ |
| E-Type & Paul Oakenfold | Campione 2000 (Euro 2000 Game Version) | Svezia Inghilterra |
| Paul Oakenfold          | The Hub                                | Inghilterra        |
| Paul Oakenfold          | Tribe                                  | Inghilterra        |
| Paul Oakenfold          | Hand of God                            | Inghilterra        |
| Paul Oakenfold          | Bunker                                 | Inghilterra        |
| Paul Oakenfold          | Formula                                | Inghilterra        |